# Luis Oruezábal
Luis Oruezábal López (Buenos Aires, Argentina, 13 de mayo de 1952-Granada, España, 31 de diciembre de 2014) fue un futbolista argentino. Jugaba de delantero y su primer club fue Vélez Sarsfield.
Falleció a causa de la inhalación de monóxido de carbono procedente de la mala combustión de una chimenea.

## Carrera
Comenzó su carrera en 1970 jugando para Vélez Sarsfield. Jugó para el club hasta 1974. En ese año se trasladó a España para jugar en el Granada CF, en donde se retiró en 1976.

## Clubes
| Club            | País      | Año       |
| --------------- | --------- | --------- |
| Vélez Sarsfield | Argentina | 1970-1974 |
| Granada CF      | España    | 1974-1977 |
| Real Jaén CF    | España    | 1977-1979 |